# STAP-Zelle
STAP-Zellen (englisch stimulus-triggered acquisition of pluripotency, dt. „durch Stimulus angestoßener Erwerb von Pluripotenz“) waren angeblich durch einfache äußere Reize induzierte pluripotente Stammzellen (iPS). Im Januar 2014 erschienen in Nature zwei experimentelle Arbeiten, in denen Hauptautorin Haruko Obokata vom RIKEN-Zentrum für Entwicklungsbiologie und Senior-Autor Charles Vacanti behaupteten, eine solche Umwandlung von somatischen Zellen in Stammzellen durch einfache äußere Reize bewirkt zu haben. Die Ergebnisse waren Artefakte. Die Arbeiten wurden daher im Juli 2014 zurückgezogen. Eine forensische Untersuchung, im September 2015 zusammen mit dem Bericht über weitere erfolglose Replikationsversuche in Nature veröffentlicht, ergab, dass mehrere “Kontaminationsereignisse” des vorgeblichen Zellmaterials mit gewöhnlichen embryonalen Stammzellen zu den Ergebnissen geführt haben, was schwer als bloßes Versehen zu erklären sei, siehe Betrug und Fälschung in der Wissenschaft.

## Angaben der Forscher
Die STAP-Zellen seien durch kurzfristiges Absenken des pH-Werts im Kulturmedium mit Salzsäure (durch Verdünnung auf das pH-Niveau von Zitronensäure), durch Zugabe eines schwachen bakteriellen Toxins oder durch sanftes Drücken erzeugt worden. Dabei überlebten etwa 25 % der Zellen die Behandlung, von denen etwa 30 % zu Oct-4-positiven STAP-Zellen konvertiert seien. Die Absenkung des pH-Werts führe unter anderem zu einem Stress für die Zellen, welcher teilweise für die Veränderung der Zellen verantwortlich sei. Die Methode zur Erzeugung der STAP-Zellen sei von Obokata am Brigham and Women’s Hospital (BWH) in der Arbeitsgruppe von Charles Vacanti entwickelt und anschließend am RIKEN-Zentrum für Entwicklungsbiologie optimiert worden. 2008 testete Obokata Methoden zur Reprogrammierung durch Zellstress an der Harvard Medical School für Vacanti, unter anderem durch das Pressen der Zellen durch Mikrokapillaren. Die ersten Ansätze einer Dedifferenzierung von Zelltypen zu STAP-Zellen seien mit Leukozyten erzielt worden, anschließend wurden Nerven-, Haut- und Muskelzellen untersucht. Im Februar 2014 erklärte Vacanti, die Methode funktioniere auch mit menschlichen Zellen.

## Untersuchung der Forschungsergebnisse, Konsequenzen und Folgen der Affäre
Da die Technik eine bedeutende Vereinfachung zur Erzeugung induzierter pluripotenter Stammzellen darstellen könnte, wurde von verschiedenen Arbeitsgruppen versucht, die Ergebnisse zu reproduzieren.
Nachdem verschiedene Gruppen die Ergebnisse nicht hatten nachstellen können, wurden Zweifel an der Richtigkeit der Publikation geäußert. Obokatas Arbeitgeber RIKEN leitete am 15. Februar 2014 eine Untersuchung ein. Nature kündigte ebenfalls eine Untersuchung an. Einige Stammzellforscher verteidigten Obokata oder behielten sich ein Urteil vor, solange die Untersuchungen liefen. Um das Problem der Reproduzierbarkeit anzugehen, veröffentlichte Obokata am 5. März einige technische Ratschläge zu den verwendeten Verfahrensprotokollen. Am 11. März 2014 bat Teruhiko Wakayama seine Coautoren darum, die Veröffentlichung zurückzuziehen. Vacanti widersprach der Aufforderung und veröffentlichte Details der Methode auf seiner Website.
Die RIKEN-Untersuchung sollte sechs Kritikpunkte abklären. Darunter waren ein vermutlich bearbeitetes Bild der genetischen Änderungen, ein aus ihren Veröffentlichungen kopierter methodischer Textabschnitt, eine unvollständige Methodenbeschreibung und ein aus ihrer Dissertation in anderem Zusammenhang wiederverwendetes Bild. Vier der Kritikpunkte wurden fallengelassen. Es wurde eine Wiederverwendung eines Photos in einem anderen Zusammenhang aus ihrer drei Jahre zurückliegenden Dissertation und eine mangelhafte Datierung ihrer Laboraufzeichnungen festgestellt. Das RIKEN wies die Ungereimtheiten am 1. April Haruko Obokata zu. Obokata erwiderte auf den Bericht, dass sie „erstaunt und verärgert“ über den Bericht sei und wies darauf hin, dass die Ungereimtheiten nicht vorsätzlich entstanden seien. RIKEN leitete auch eine interne Untersuchung zur Reproduzierbarkeit der Erzeugung von STAP-Zellen ein. Die beiden Veröffentlichungen wurden am 2. Juli 2014 von der Zeitschrift Nature zurückgezogen. Obokata willigte in die Rücknahme der beiden Veröffentlichungen ein. Im November 2015 wurde Obokata dann auch noch der Doktortitel aberkannt.
Ein Nature-Artikel, der die Kontroverse analysierte, kam zu dem Schluss, dass die Gutachter der Manuskripte vor deren Annahme die Probleme nicht eindeutig hätten feststellen können.
Im Zuge der Kontroverse haben Beobachter, Journalisten und ehemalige Mitglieder des RIKEN erklärt, dass die Organisation mit unprofessioneller und unzureichend wissenschaftlicher Strenge und Konsequenz durchsetzt sei, und dass dies ernsthafte Probleme mit der wissenschaftlichen Forschung in Japan im Allgemeinen reflektiere. Am 4. August 2014 beging Yoshiki Sasai, der Koautor der umstrittenen Veröffentlichung und Vorgesetzter von Obokata war, im Zusammenhang mit der STAP-Affäre Selbstmord. Ihm war vom RIKEN eine Hauptschuld an dem Skandal zugewiesen worden, weil er seiner Überprüfungspflicht als Gutachter und Mitautor nicht ausreichend nachgekommen sei.